# Александър Александров (политик)
Вижте пояснителната страница за други личности с името Александър Александров.
Александър Миладинов Александров е български политик от Демократическата партия (ДП).

## Биография
Той е роден на 11 ноември 1952 година в София. През 1971 година завършва Техникума по автоматика, а през 1978 година Висшия машинно-електротехнически институт „Владимир Ленин“. След това работи като инженер в Стопанския металургичен комбинат „Кремиковци“, Пещоремонтстрой, Завод „Електра“ и Транспроект. От началото на 90-те е член на Демократическата партия, тогава част от коалицията Съюз на демократичните сили. През 1991 година става временен кмет на софийската община Подуяне, а на 25 октомври - заместник-кмет на Столична община. От 8 ноември 1991 година до 30 декември 1992 година е министър на транспорта, информационните технологии и съобщенията в правителството на Филип Димитров.